# Eltz
Eltz je ime poznate njemačke grofovske obitelji. Pripadaju Uradelima. U bliskoj su svezi s Kraljevinom Hrvatskom i Slavonijom od 1736. godine.
Prvi spomen imena potječe iz 1157. godine kada je Rudolph Eltz (Rudolph zu Eltz) spomenut u ispravi o donaciji zemljišta od cara Fridrika I. Barbarosse. U to vrijeme, Eltzovi su živjeli u malom dvorcu na obalama rječice Eltza, u današnjoj njemačkoj državici Falačkoj grofoviji na Rajni (Pfalzgrafschaft bei Rhein).
Eltzovi su imali snagu u izbornim jedinicama Mainzu i Trieru. Jakob von Eltz (rođen 1510. godine) bio je jedan od najjačih prvaka protureformacije i saveznik s isusovcima u protivljenju luteranima i kalvinistima u regiji.
1624. godine Hans Jakob Eltz dobio je nasljedstvom ured feldmaršala za izbornu jedinicu Trier. To ga je učinilo glavnim vojnim zapovjednikom u regiji za vrijeme rata, uključujući vodstvo carevih vazala u toj važnoj regiji Svetog Rimskog Carstva.
Obitelj Eltz svoj najveći utjecaj dosegla je pod vodstvom Filipa Karla Eltza (rođen 1665. godine). Nosio je oba naslova, princa i nadbiskupa Mainza, što ga je činilo najjačim katoličkim princem sjeverno od Alpa.
Kao rezultat njihovog službovanja tijekom problema za vrijeme Reformacije i za vrijeme ratova protiv Otomanskog carstva dobili su naslov grofova od svetog rimskog cara Karla VI. 1733. godine u Beču.
Najvažniji posjed obitelji Eltz izvan Njemačke bio je onaj u Hrvatskoj, u Srijemu, na obali Dunava u Vukovaru. Filip Karlo Eltz nadbiskup u Mainzu i njemački knez izbornik 1736. godine kupio je ovaj ogromni posjed s 35 naseljenih mjesta. Dvorac Eltz u Vukovaru bio je glavna rezidencija grofova Eltza do 1945. godine kada su protjerani od jugoslavenskog komunističkog režima.